# Batuje
Batuje so naselje v Občini Ajdovščina.

## Ime
Batuje so bile v pisnih virih potrjene v letih 1060–83 kot Batauia (in kot Buttavia po letu 1086, ze Butinach in ze Wutinach leta 1389 ter Watuiach leta 1523). Starejše ime '*Butina' izhaja iz andronima *But ali *Bat, ki je bil tamkajšnji lokalni poglavar. Ime je bilo tvorjeno s polastnoimenjenjem občnega imena 'but', kij. Današnji toponim izvira iz hipokorizma (ljubkovalnice) istega andronima.